# Dolores Merendon
Dolores Merendon é um município de Honduras, localizado no departamento de Ocotepeque.